# رناتو مارین
رناتو مارین (انگلیسی: Renato Marin؛ زادهٔ ۱۰ ژوئیهٔ ۲۰۰۶) بازیکن فوتبال اهل ایتالیا است که در حال حاضر برای باشگاه فوتبال پاری سن-ژرمن در پست دروازه‌بان بازی می‌کند.
وی همچنین در تیم ملی فوتبال زیر ۱۹ سال ایتالیا بازی کرده است.